# Marketingový plán
Marketingový plán bývá součástí celého podnikatelského plánu firmy. Důkladná marketingová strategie je základem dobře napsaného podnikatelského plánu.I když marketingový plán obsahuje seznam akcí, ale bez dobrého strategického základu je marketingový plán společnosti nepoužitelný.

## Definice
Marketingový plán je obsáhlý dokument, který nastiňuje způsoby reklamy a marketingových aktivit pro následující rok. Popisuje podnikatelské aktivity podílející se na dosažení určitých marketingových cílů v určitém časovém úseku. Marketingový plán také zahrnuje popis současných marketingových pozic v podniku, nápady na cílové skupiny a popis marketingového mixu, který podnik bude používat k dosažení jejich marketingových cílů. Marketingový plán má formální strukturu, ale může být použit jako formální i neformální dokument, proto může být velmi flexibilní. Měl by obsahovat historická data, budoucí předpoklady a metody nebo strategie k dosažení nastavených cílů. Marketingový plán začíná s identifikací zákazníkových potřeb a jak podnik může tyto potřeby uspokojit a zároveň na tom vydělat. Zahrnuje to proces jako například analýzu situace na trhu, rozpočet, prognózy prodeje, strategii a předpokládané účetní závěrky. Marketingový plán může také být popsán jako technika, která podniku pomáhá rozhodnout se, které metody a zdroje budou nejlepší použít aby se dosáhlo nastavených cílů. Může také zahrnovat celý rozbor kladů a záporů danéhého podniku, jeho organizace a produkty.
Marketingový plán ukazuje kroky nebo akce, které budou použity k dosažení nastavených cílů. Například, marketingový plán může zahrnovat strategii jak zvýšit tržní podíl firmy o 15 %. Marketingový plán nastíní cíle, kterých je potřeba dosáhnout k zvýšení tržního podílu o daných 15 %. Marketingové plánování segmentuje trhy, indetifikuje pozici na trhu, předpovídá velikost trhu a plánuje životaschopný podíl na trhu v každém jeho segmentu. Marketingové plánování lze také použít k přípravě podrobného případu pro zavedení nového produktu, revizi stávajících marketingových strategií stávající produkt nebo sestavení podnikového marketingového plánu, který bude zahrnut do podnikového nebo obchodního plánu společnosti.

### Osnova
Marketingový plán by měl být založen na tom, kde musí být podnik v budoucnosti. Toto jsou některé základní body, které společnosti potřebují a používají k vytvoření marketingového plánu:
- Průzkum trhu: Shromažďování a třídění údajů o trhu, ve kterém se společnost aktuálně nachází. Zkoumání dynamiky trhu, modelů, zákazníků a současného objemu prodeje pro celé odvětví.[3]
- Konkurence: Marketingový plán by měl identifikovat konkurenci organizace. Plán by měl popsat, jak se společnost odliší od své konkurence a co udělá pro to, aby byla lídrem na trhu.
- Strategie marketingového plánu: Vývoj marketingových a propagačních strategií, které společnost použije. Tyto strategie mohou zahrnovat reklamu, přímý marketing, vzdělávací programy, obchodní přehlídky nebo třeba webové stránky společnosti.[3]
- Rozpočet marketingového plánu: Strategie uvedené v plánu by měly být v rámci celkového rozpočtu společnosti. Vedení společnosti musí zjistit a přezkoumat, čeho doufají, že dosáhnou se svým marketingovým plánem a zkontrolovat svou aktuální finanční situaci a poté na marketingový plán vyčlenit finanční prostředky.[3]
- Marketingové cíle: Marketingový plán by měl zahrnovat dosažitelné cíle. Jedním z cílů může být například zvýšení stávající klientské základy o 100 zákazníků v tříměsíčním období.[3]
- Marketingový mix: Marketingový plán by měl vyhodnotit vhodný marketingový mix. To zahrnuje nastavení marketingových 4P, produkt, cena, distribuce a propagace. Tyto čtyři prvky se upravují a vylepšují dokud se nenajde nejlepší kombinace, která maximálně uspokojí potřeby zákazníka, což by vedlo k maximální ziskovosti společnosti.
- Sledování výsledků marketingového plánu: Plán by měl zahrnovat proces analýzy současného postavení společnosti. Společnost musí určit strategie, které fungují a nefungují.[3]

### Účel
Jedním z hlavních účelů rozvoje marketingového plánu je nastavení společnosti na konkrétní cestu v marketingu. marketingové cíle se obvykle přizpůsobují širším cílům společnosti. Například, nová společnost, která chce růst svého podnikání, bude mít obecný marketingový plán, který klade důraz na strategie ke zvýšení jejich zákaznické základny. Získání marketingového podílu, zvýšení povědomí u zákazníků a budování příznivého obchodního obrazu jsou některé z cílů, které mohou souviset s marketingovým plánováním. Marketingový plán také pomáhá rozvrhnout potřebný rozpočet a zdroje potřebné k dosažení cílů uvedených v něm. Marketingový plán ukazuje, čeho společnost zamýšlí dosáhnout v daném rozpočtu a také umožňuje vedení společnosti posoudit potenciální návratnost investice. Marketingový plán je obecnou odpovědností vedoucích společnosti a pracovníků v oblasti marketingu za to, že podnik půjde konkrétním nastaveným směrem. Po tom, co jsou nastaveny strategie a jsou vypracované úkoly, každý z úkolů je přiřazen osobě nebo týmu, který bude pracovat na jeho splnění. Přidělené role umožňují společnosti sledovat jejich milníky a komunikovat s týmy nebo lidmi během celého procesu. Mít marketingový plán pomáhá vedoucím společnosti rozvíjet a sledovat očekávání jejich funkčních oblastí. Například, pokud je cílem marketingového plánu společnosti zvýšení růstu tržeb. mohou vedoucí představitelé společnosti zvýšit počty personálu v obchodech, aby mohli generovat více tržeb.
Marketingový plán nabízí jedinečnou příležitost k produktivní diskusi mezi zaměstnanci a vedoucími organizace. Zajišťuje dobrou komunikaci v rámci společnosti. Marketingový plán také umožňuje marketingovému týmu zkoumat svá rozhodnutí a porozumět jejich výsledkem, aby se lépe připravil na budoucnost, dále mu umožňuje sledovat a studovat prostředí ve kterém působí.

## Cíle marketingového plánování
Ačkoli to není jasné, za podnikovými cíli, které samy o sobě nabízejí hlavní kontext marketingového plánu, je „firemní poslání“. V organizaci orientované na prodej navrhuje funkce marketingového plánování motivační mzdové plány, aby nejen spravedlivě motivovaly a odměňovaly přední zaměstnance, ale také sladily marketingové aktivity s posláním společnosti.Cílem marketingového plánu je v zásadě zajistit, aby podnik poskytoval řešení s vědomím očekávaných zákazníků.
Tuto „firemní misi“ lze považovat za definici toho, co je organizace nebo co dělá: „Naše podnikání je ...“. Tato definice by neměla být příliš omezená, jinak zamezuje rozvoji organizace do dalších oblastí. Na druhé straně by neměla být příliš obecná nebo by neměla smysl; „Chceme dosáhnout zisku“ není při přípravě konkrétních plánů příliš užitečné.
Jacob Zimmerem navrhl, aby definice zahrnovala tři dimenze: „skupiny zákazníků“, které mají být obsluhovány, „potřeby zákazníků“, které mají být obsluhovány, a „technologie“, které mají být použity.
Snad nejdůležitějším faktorem úspěšného marketingu je „firemní vize“. Překvapivě je to do značné míry zanedbáváno marketingovými učebnicemi, i když ne populárními zastánci firemní strategie - ve skutečnosti to bylo snad hlavním tématem knihy Peterse a Watermana „In Search of Excellence“. V ní řekli: „Nic nepředstavuje pokrok jako představivost. Tento nápad předchází skutku.“ Pokud má organizace, a zejména její vrchní ředitel, silnou vizi o její budoucnosti, pak je velká šance, že organizace dosáhne silného postavení na svých trzích (a dosáhne té budoucnosti). V neposlední řadě to bude proto, že její strategie budou konzistentní a budou podporovány jejími zaměstnanci na všech úrovních.
Godley navrhl „tradiční“ - byť založený na produktu - formát pro „referenční příručku ke značce“ (nebo dokonce „knihu skutečností o marketingu“) před více než třemi desetiletími:
1. Finanční údaje – fakta pro tuto sekci budou vycházet z manažerského účetnictví, kalkulace nákladů a finanční sekce.
2. Údaje o produktech – od výroby, výzkumu a vývoje.
3. Údaje o prodeji a distribuci – prodej, balení, distribuční sekce.
4. Reklama, podpora prodeje, merchandising data – informace z těchto oddělení.
5. Údaje o trhu a různé informace – z průzkumu trhu, který by ve většině případů působil jako zdroj pro tyto informace. Jeho zdroje dat však předpokládají zdroje velmi velké organizace. Ve většině organizací by byly získány od mnohem menšího souboru lidí (a jen málo z nich by generoval samotný marketingový manažer).

Je zřejmé, že marketingový audit může být složitý proces, ale cíl je jednoduchý: „pouze identifikovat ty stávající (vnější a vnitřní) faktory, které budou mít významný dopad na budoucí plány společnosti.“ Je zřejmé, že základním materiálem, který má být vložen do marketingového auditu, by měl být komplexní.
Podle toho je nejlepším přístupem hromadit tento materiál nepřetržitě, jakmile bude k dispozici; protože tím se zabrání jinak těžké pracovní zátěži spojené s jejím sběrem v rámci běžného, obvykle ročního, plánovacího procesu samotného.
Přesto by prvním úkolem tohoto ročního procesu mělo být ověření, zda materiál obsažený v aktuálních dokumentech nebo knize faktů je skutečně komplexní a přesný a může tvořit dobrý základ pro samotný marketingový audit.
Struktura knihy faktů bude navržena tak, aby odpovídala specifickým potřebám organizace, ale v mnoha případech může být použit jeden jednoduchý formát - navržený Malcolm McDonaldem. Tím se materiál rozdělí do tří skupin:
1. Přezkum marketingového prostředí. Studie trhů organizace, zákazníků, konkurentů a celkového ekonomického, politického, kulturního a technického prostředí; pokrývající vývojové trendy i současnou situaci.
2. Přezkum marketingového systému. Studie marketingové organizace, systémů marketingového výzkumu a současných marketingových cílů a strategií. Poslední z nich je příliš často ignorována. Samotný marketingový systém musí být pravidelně zpochybňován.
3. Přezkum podrobné marketingové činnosti. Studie marketingového mixu společnosti; tedy 7P (Product, Place, Price and Promotion, Physical Environment, People, Process - česky produkt, distribuce, cena, propagace, fyzické prostředí, lidé a proces).

Aktivní část procesu marketingového plánování začíná až v této fázi (rozhodování o marketingových cílech). Tato další fáze marketingového plánování je skutečně klíčem k celému marketingovému procesu. „Marketingové cíle“ uvádějí, kde společnost hodlá být v budoucnu v určitém konkrétním čase.
Marketingové cíle musí obvykle vycházet především z finančních cílů organizace; převedení těchto finančních měření na související marketingová měření. Marketingové strategie lze chápat jako prostředky nebo „herní plán“, kterým se marketingových cílů dosáhne, a v rámci, který se zde objeví, se obecně týkají 8P:
1. Price (cena) - částka potřebná k nákupu produktů
2. Product (produkt) - skutečný produkt
3. Promotion (propagace, reklama) - seznámení s produktem
4. Placement (umístění, distribuce) - sde se produkt prodává
5. People (lidé) - zastupující firmu
6. Physical environment (fyzické prostředí) - prostředí, nálada nebo tón prostředí
7. Process (proces) - služby s přidanou hodnotou, které odlišují produkt od konkurence (např. poprodejní servis, záruky)
8. Packaging (balení) - jak bude produkt chráněn

Nejdůležitějšími prvky jsou podrobné plány, které přesně uvádějí, jaké programy a jednotlivé činnosti budou v období plánu (obvykle v příštím roce) prováděny. Bez těchto aktivit nelze plán sledovat. Tyto plány proto musí být:
- Jasné - mělo by to být jednoznačné prohlášení toho, co přesně se má dělat.
- Kvantifikované - předvídaný výsledek každé činnosti by měl být pokud možno kvantifikován, aby bylo možné sledovat jeho výkonnost.
- Zaměřené - je třeba se vyvarovat pokušení rozšiřovat aktivity nad počet, který lze realisticky kontrolovat.
- Realistické - Měly by být dosažitelné.
- Dohodnuté - Ti, kdo je mají implementovat, by se k nim měli zavázat a souhlasit, že jsou dosažitelné. Výsledné plány by se měly stát pracovním dokumentem, který bude řídit kampaně probíhající v celé organizaci po dobu trvání plánu.

## Měření pokroku
Poslední fází jakéhokoli procesu marketingového plánování je stanovení cílů, aby bylo možné pokrok sledovat. Proto je důležité do marketingových cílů vložit jak množství, tak časové limity (například zachytit 20 procent hodnoty trhu do dvou let) a do odpovídající strategie. Obchodníci musí být připraveni kdykoli aktualizovat a přizpůsobit marketingové plány. Marketingový plán by měl definovat, jak bude měřen pokrok směrem k cílům. Manažeři obvykle používají rozpočty, plány a marketingové metriky pro monitorování a hodnocení výsledků. S rozpočtem mohou porovnávat plánované výdaje se skutečnými výdaji za dané období. Rozvrhy umožňují managementu zjistit, kdy měly být úkoly dokončeny a kdy skutečně byly. Marketingové metriky sledují skutečné výsledky marketingových programů, aby zjistily, zda se společnost pohybuje směrem k cílům.
Změny v prostředí znamenají, že předpovědi se často musí měnit. Společně s tím může být také nutné změnit související plány. Jedním z nejdůležitějších aspektů je průběžné sledování výkonu oproti předem stanoveným cílům. Možná však ještě důležitější je pravidelné formální přezkoumávání. Stejně jako u předpovědí se nejlepší plánovací cyklus v mnoha případech bude točit kolem čtvrtletního přezkumu. Nejlepší ze všech, alespoň co se týče kvantifikovatelných aspektů plánů, je pravděpodobně čtvrtletní průběžné hodnocení – plánování každého nového čtvrtletí celý rok dopředu. To samozřejmě spotřebuje více plánovacích zdrojů, ale také to zajišťuje, aby plány obsahovaly nejnovější informace a díky tomu, že je na ně pravidelně zaměřená pozornost – nutí plány i jejich realizaci být více realistické.
Plány jsou platné pouze tehdy, jsou-li skutečně použity k řízení pokroku společnosti: jejich úspěch spočívá v jejich realizaci.

## Analýza výkonu
Nejdůležitější prvky marketingové výkonnosti, které se běžně sledují, jsou:

### Analýza prodeje
Většina organizací sleduje své prodejní výsledky; nebo v neziskových organizacích například počet klientů. Sofistikovanější je sledují z hlediska „výkyvů prodeje“ - odchylky od cílových hodnot – což umožňuje, aby byl okamžitý obraz odchylek patrný.
„Mikroanalýza“, která je jednoduše běžným procesem zkoumání podrobných problémů, poté zkoumá jednotlivé prvky (jednotlivé produkty, prodejní teritoria, zákazníci atd.), které cíle nesplňují.

### Analýza podílu na trhu
Jen málo organizací sleduje tržní podíl, přestože je to často důležitá metrika. Ačkoli absolutní tržby na rostoucím trhu mohou růst, podíl firmy na trhu se může snížit, což je pro budoucí prodej, když trh začne klesat, špatné. Je-li sledován podíl na trhu, může být sledováno několik aspektů:
- celkový podíl na trhu
- podíl segmentu
- relativní podíl

### Analýza nákladů
Klíčovým ukazatelem, který je třeba v této oblasti sledovat, je obvykle poměr marketingových výdajů k prodeji; ačkoli to může být rozděleno na další prvky.
Analýza výdajů může být definována jako podrobná zpráva o všech výdajích, které podniku vzniknou. Koná se měsíčně, čtvrtletně a ročně. To může být rozděleno do podskupin malých podniků, aby se určilo, kolik peněz každá oblast stojí společnost.
V marketingu hraje důležitou roli v analýze výdajů poměr marketingových výdejů k prodeji, protože se používá k sladění marketingových výdajů s průmyslovými normami. Poměr marketingových výdajů k prodeji pomáhá společnosti řídit produktivitu marketingových výdajů. Analýza marketingových výdajů k prodeji je také společně s analýzou prodeje, analýzou podílu na trhu, finanční analýzou a analýzou založené na tržních výsledcích jeden z pěti analytických nástrojů, které obchodníci používají k řízení produktivity výdajů. Poměr marketingových výdajů k prodeji umožňuje společnostem sledovat skutečné výdaje, které jsou relativní k přijatému rozpočtu a k prodejním cílům.

### Finanční analýza
Rozhodujícím faktorem marketingových aktivit by měl být přinejmenším teoreticky čistý zisk (pro všechny kromě neziskových organizací, kde srovnatelný důraz může být kladen na udržení se v rozpočtu). Existuje několik klíčových ukazatelů, které je třeba sledovat:
- hrubý příspěvek – čistý zisk
- hrubý zisk – návratnost investic
- čistý příspěvek – zisk z prodeje

Porovnávání těchto údajů s údaji dosaženými jinými organizacemi může být značně přínosné.
Výše uvedené analýzy výkonnosti se zaměřují na kvantitativní měřítka, která přímo souvisí s krátkodobou výkonností. Existuje však řada nepřímých opatření, která v zásadě sledují postoje zákazníků, které mohou také naznačovat výkon organizace v dlouhodobém horizontu, a proto může být ještě důležitějším ukazatelem. Některá užitečná opatření jsou:
- průzkum trhu – včetně zákaznických panelů (které se používají ke sledování změn v čase)
- ztracený obchod – objednávky, které byly ztraceny, protože například zásoby nebyly k dispozici nebo produkt nesplnil přesné požadavky zákazníka
- stížnosti zákazníků – kolik zákazníků si stěžuje na produkty, služby, nebo samotnou organizaci a na co si stěžují

### Využití marketingových plánů
Je nezbytný formální, písemný marketingový plán; v tom, že poskytuje jednoznačný referenční bod pro činnosti během plánovacího období. Nejdůležitější výhodou těchto plánů je však pravděpodobně samotný proces plánování. To obvykle nabízí jedinečnou příležitost pro diskuse mezi různými zúčastněnými manažery. Plán, spolu s diskusemi, pak poskytuje strukturu pro jejich následné řídící činnosti, a to i pro ty, které nejsou popsány v samotném plánu. Kromě toho jsou marketingové plány zahrnuty v obchodních plánech, které nabízejí investorům údaje o tom, jak bude společnost růst, a co je nejdůležitější, jak získají návrat z investic.